# فونيكي سي
فونيكي سي (Founéké Sy) لاعب كرة قدم مالي (1986-2020) لعب في الدوري السودان والدوري الإماراتي.

## روابط خارجية
- فونيكي سي على موقع قاعدة بيانات كرة القدم.إي يو (الإنجليزية)
- فونيكي سي على موقع ناشيونال فوتبول تيمز (الإنجليزية)